# ابراهیم آلانی
ابراهیم آکیتونده آلانی (به انگلیسی: Ibrahim Akitunde Alani؛ زادهٔ ۲۹ ژوئیهٔ ۲۰۰۶) بازیکن فوتبال اهل نیجریه است که در پست هافبک برای باشگاه رئال وایادولید بازی می‌کند.

## دوران ملی
در ۳۰ مارس ۲۰۲۵، آلانی برای جام ملت‌های زیر ۲۰ سال آفریقا در سال ۲۰۲۵ به تیم ملی زیر ۲۰ سال نیجریه دعوت شد، اما پس از بروز علائم کم‌آبی بدن، مجبور به ترک تیم شد.